# Gornostai
Gornostai (russisch: Горностай, deutsch: Hermelin) war der Name eines seegehenden Kanonenbootes der Kaiserlich Russischen Marine. 1863 in Dienst gestellt, kam es vorrangig im Pazifik zum Einsatz und war an mehreren russischen Forschungsfahrten beteiligt. Im Jahr 1893 wurde es aus der Flottenliste gestrichen.

## Geschichte
Ab der Mitte des 19. Jahrhunderts setzte in Russland eine beschleunigte Entwicklung der sibirischen und fernöstlichen Landesteile ein. In diesem Zusammenhang verlagerten sich auch die russischen außenpolitischen Interessen langsam aus dem Raum der Ostsee und des Schwarzen Meeres nach Süd- bzw. Ostasien (siehe auch The Great Game). Zur Absicherung der außenpolitischen Interessen in diesem Gebiet, aber auch zur Durchsetzung der russischen Staatsgewalt in den weitläufigen, bislang kaum erschlossenen Territorien erschien eine Flottenpräsenz notwendig. Zumindest ein Teil der dort eingesetzten Schiffe sollte dabei in der Lage sein, in flachen Küstengewässern und in den Mündungsgebieten der großen Flüsse zu operieren. Da im fernöstlichen Russland keine leistungsfähige Industrie existierte, mussten die Schiffe auf den Werften im Ostseeraum gebaut werden. Die Überführung der Boote und Schiffe erforderte dabei stets hochseetaugliche Konstruktionen, die Seefestigkeit war aber auch für einen Einsatz in den Meeren an und um China, Korea und Japan notwendig.
Die Gornostai wurde auf der Björnburger Werft im damals durch Personalunion mit Russland verbundenen Großfürstentum Finnland gebaut. Die Kiellegung war am 10. Oktober 1862, der Stapellauf am 27. April 1863. Die Ausrüstungsarbeiten und der Einbau der Maschinenanlage fanden in Kronstadt statt.
Erster Kommandant des Bootes wurde der spätere Vizeadmiral Konstantin Fjodorowitsch Litke. Unter seinem Kommando verlegte das Boot 1865 bis 1867 von Kronstadt über den Atlantik, die Magellanstraße und den Pazifik in das Mündungsgebiet des Amur. Im Sommer 1867 wurde das Boot in die Sibirische Flottille der Kaiserlich Russischen Marine eingegliedert. Das Boot verblieb bis zur Außerdienststellung am 19. Oktober 1893 im Bestand der Flottille.
Zwischen 1868 und 1869 führte die Gornostai hydrografische Forschungsfahrten im nordwestlichen Teil des Japanischen Meeres und der Peter-der-Große-Bucht (russisch: Залив Петра Великого) durch. Das Kap Kornilew in der Strelok-Bucht wurde nach dem Obersteuermann des Bootes, Leutnant A. A. Kornilew, benannt.
In den Folgejahren kam das Boot auch für diplomatische Missionen zum Einsatz. Im Jahr 1870 reiste der russische Botschafter auf der Gornostai nach Peking, im Jahr 1876 folgte ein Flottenbesuch in San Francisco. Im gleichen Jahr wurde eine weitere Forschungsfahrt unternommen. Von Wladiwostok aus fuhr die Gornostai durch den Tatarensund und das Mündungsgebiet des Amur in das Ochotskische Meer. Ziel der Expedition war die Suche nach geeigneten Häfen in diesem Seegebiet.
Ab 1886 wurde die Gornostai für hydrografische Vermessungen und Lotsendienste eingesetzt. Dazu wurde das Boot nach Nikolajewsk am Amur verlegt. Im August 1886 befuhr das Boot das Mündungsgebiet des Sungari und vermaß dabei die Fahrrinne. Die Gornostai war das erste russische Kriegsschiff, das auf diesem Wege Chabarowsk erreichte. Danach wurde das Boot der besonderen Abteilung des Östlichen Ozeans zugeteilt und führte bis zur Außerdienststellung Vermessungsarbeiten in der Peter-der-Große-Bucht durch.